# Aérodrome de Courtelary
L'aérodrome de Courtelary est un aérodrome privé situé à Courtelary dans le canton de Berne. Datant de 1928, il est utilisé conjointement par les groupes de vol à voile de Courtelary et de de Bienne ainsi que par le groupe d'aéromodélisme de Courtelary.

## Position
L'aérodrome est à environ 1,5 km à l'est de Courtelary et à 12,5 km à l'ouest de Bienne. En termes de situation naturelle, l'aérodrome est situé au pied du Chasseral dans la partie centrale du Jura géographique, au cœur du vallon de Saint-Imier dans la région des Trois Lacs.

## Opérations
À l'aérodrome de Courtelary, seules les opérations de planeurs ont lieu. Les planeurs décollent grâce au remorquage par avion. L'aérodrome dispose de 560 m de piste en herbe et de deux bandes d'élan goudronnées. Les avions non basés sur le terrain nécessitent un permis réservé (PPR) pour atterrir à Courtelary. Outre le groupe de vol à voile de Courtelary (GVVC), le groupe de vol à voile de Bienne (SG Biel) et le groupe d'aéromodélisme de Courtelary (GAMCY) sont basés sur l'aérodrome. La Fondation pour l'histoire du vol à voile a lancé une procédure pour son installation sur la place avec la construction d'un hangar dédié aux planeurs suisses oldtimers.